# Джеймс Фергюсон
Джеймс Фергюсон (англ. James Ferguson; 31 серпня 1797 — 26 вересня 1867) — американський астроном і інженер (допомагав у будівництві каналу Ері).
Народився в Шотландії. Вперше зробив відкриття астероїда з території Північної Америки (31 Евфросіна). Починаючи з 1847 року працював у Військово-морській обсерваторії США у Вашингтоні.
Відкритий в цій же обсерваторії астероїд 1745 Фергюсон був пізніше названий на його честь.
| 31 Евфросіна | 1 вересня 1854  |
| 50 Вірджинія | 4 жовтня 1857   |
| 60 Ехо       | 14 вересня 1860 |